# Maloarkhànguelsk
Maloarkhànguelsk (en rus: Малоархангельск) és una ciutat de l'óblast d'Oriol, a Rússia, segons el cens del 2023 tenia 3.512 habitants. Es troba a 68 km (77 km per carretera) al sud d'Oriol.

## Història
El poble d'Arkhànguelskoie (Арх́ангельское) fou fundat al segle XVII. Rebé l'estatus de ciutat el 1778 i fou reanomenat Mali Arkhànguelski. Més tard, canvià el nom pel de Maloarkhànguelsk. Durant la Segona Guerra Mundial, la vila fou ocupada per l'Alemanya nazi de l'11 de novembre de 1941 al 23 de febrer de 1943, quan fou alliberada per l'Exèrcit roig.